# Société d'ethnologie française
La Société d’ethnologie française (SEF) est une société savante créée en 1946 par Georges-Henri Rivière, après la dissolution de la Société du folklore français et du folklore colonial,. Elle s'oriente vers l’étude des sociétés contemporaines.
Elle a pour but l'étude et la connaissance ethnologiques et ethnographiques du domaine français traditionnel et moderne. Elle s'adresse tant aux spécialistes, chercheurs, enseignants, muséologues, qu'aux personnes intéressées par la sauvegarde et l'étude du patrimoine culturel local, régional et national.

## Historique
À partir des années 1970, en collaboration avec le Musée national des arts et traditions populaires (MNATP), le Centre d’ethnologie française (UMR DMF-CNRS) et la revue Ethnologie française qu'elle édite, elle contribue au développement d’une ethnologie du « proche » en France et en Europe .
Elle siège au MNATP jusqu'en 2009, puis à la Maison de l’archéologie et de l’ethnologie à l’Université Paris-Nanterre. En 2011, elle comptait une centaine d'adhérents. Elle publie la collection « Ethnographies plurielles » aux Presses Universitaires de Paris Nanterre (PUPN), ainsi qu'un carnet sur Hypothèses.org. Elle est également présente sur les réseaux sociaux (Facebook, LinkedIn et Twitter).

### Liste des présidents
- 1978 : Isac Chiva
- 2008-2012 : Tiphaine Barthélemy[8]
- depuis 2012 : Anne Monjaret[9],[10]